# Порядинський Олександр Петрович
Олекса́ндр Петро́вич Поряди́нський (нар. 4 лютого 1998, Кухарка) — український співак і автор пісень, переможець четвертого сезону шоу «X-Фактор».

## Життєпис
Олександр Порядинський народився 4 лютого 1998 року в селі Кухарка Варвинського району Чернігівської області, та невдовзі сім'я переїхала до села Гнідинці.
Родина була багатодітною, ростила п'ятьох дітей. Сашко, наймолодший у родині, був дуже спокійним, стриманим, скромним та сором'язливим. Завжди допомагав батькам по господарству. На даний час Олександр мешкає у Харкові.
З 2004 року до 2012 року навчався у середній школі. Тут вперше почав співати. Здібності до співу в Сашка помітила хрещена Лідія Іванівна, коли Сашко співав на проводах до армії свого брата Олексія. Вона ж запропонувала виступати в місцевому клубі. Це були перші кроки Олександра в сценічному житті. Перший пісенний досвід майбутній співак набув, співаючи в ансамблі «Ровесник». Сашко брав участь у районних та міжнародних конкурсах, де здобував призові місця. Був учасником програми «Караоке на майдані» у м. Прилуки..
У 2012 році Сашко закінчує 9 класів та вступає до Ніжинського обласного педагогічного ліцею на музично-філологічний факультет. В ліцеї він продовжує співочу кар'єру, бере участь у конкурсах, виборюючи нагороди та відзнаки..

## Перемога на «Х-факторі»
Вперше Олександр Порядинський заявив про себе на шостому кастингу четвертого сезону, що вийшов на екрани 5 жовтня 2013 року. Тоді він виконав пісню «Не плач, тато» Івана Ганзери, за що отримав 4 суддівських «так».
Пізніше у тренувальному таборі виконав пісні «Актриса» Валерія Меладзе та «Полковнику никто не пишет» гурту БИ-2, після чого пройшов до наступного етапу та потрапив до категорії «Молодші за 18» під керівництвом Ірини Дубцової.
На третьому етапі «візити до суддів» заспівав пісню «Заново начать» Віктора Корольова, і був обраний до 12-ки найкращих учасників. Усі виступи у прямих ефірах пройшли для співака без номінацій та «битв за життя».
Вночі на 5 січня 2014 року стало відомо про перемогу конкурсанта у 4 сезоні шоу. У суперфіналі також брав участь колектив «Тріода».
Пісні, виконані у прямих ефірах
| Номер ефіру  | Назва                                          | Оригінальний виконавець      | Жанр               |
| ------------ | ---------------------------------------------- | ---------------------------- | ------------------ |
| 1            | «Я не такий»                                   | Олександр Пономарьов         | поп-рок            |
| 2            | «Молитва»                                      | Марія Шерифович              | поп-рок            |
| 3            | «Черемшина»                                    | Софія Ротару                 | поп                |
| 4            | «Наодинці»                                     | Бумбокс                      | поп-рок            |
| 5            | «Кажуть, все мине»                             | (фільм Сорочинський ярмарок) | поп                |
| 6            | «Вчителька»                                    | ТіК                          | фолк-панк, ска     |
| 7            | «Молитва»                                      | Би-2                         | поп-рок            |
| 8            | «Ніченькою темною»                             | Олександр Пономарьов         | денс-поп           |
| 8            | Luna tu                                        | Алесандро Сафіна             | поп-рок            |
| 9            | Ai se eu te pego!                              | версія Michel Teló           | латин-поп          |
| 9            | Потеряный рай                                  | Ария                         | рок                |
| 10           | «Не плач, тато»                                | Іван Ганзера                 | поп                |
| 10           | «Ангел хранитель» (разом з Лолітою Мілявською) | Лоліта Мілявська             | поп                |
| 10           | Regressa a mi                                  | версія Il Divo               | поп, оперна музика |
| Гала-концерт | «Полковнику никто не пишет»                    | Би-2                         | рок                |

## Після талант-шоу
Після перемоги на “Х-Факторі” Олександр повністю сконцентрувався на сольній кар’єрі, пошуках своєї музики та виконавського стилю. Із літа 2015 року співак активно гастролює Україною з сольними програмами (“Відчиняй, “Такий, як є”, “Я завжди буду поруч”) - від сільських клубів до сцен великих міст. За цей час його аудиторія значно збільшилася.
У вересні 2016 року Олександр вступив до Харківської державної академії культури, де й нині навчається на артиста й викладача естрадного співу.

## Творчість
Попри щільний гастрольний графік та навчання в Академії, Порядинський знаходить час для студійної роботи. Зібравши команду однодумців, він працює над новим матеріалом. Розкрився і його власний композиторський талант: першими вийшли пісні “Люблю тебе”, “Відчиняй”, “Такий, як є”.
Над піснею "Люблю тебе" Порядинський працював шість років. Написав її ще школярем, в 10 класі, і вперше виконав просто на уроці української літератури — для дівчини, в яку закохався. Але тоді, за відсутності належної апаратури та професійної команди, не було змоги зробити якісний запис пісні. Це стало можливим вже після перемоги на Х-Факторі, коли Порядинський почав співпрацювати з фахівцями музичної індустрії. Він перезаписав перший авторський хіт, тепер із новою музикою. Аранжування зробив відомий композитор Сергій Кондратьєв, який неодноразово співпрацював з культовим гуртом 5nizza, Олегом Скрипкою та Андрієм Макаревичем.
На концертах Олександра в якості акомпаніатора грав відомий піаніст Олег Полянський. У листопаді 2016 року в Харківській філармонії Олександр та Олег влаштували спільний концерт із японським піаністом-віртуозом Темпеєм Накамурою. В колаборації з Полянським була написана пісня “Why Is It So?”. Музичний продюсер Олександра, український композитор і поет Андрій Француз, надав цьому треку класичного звучання з додаванням струнних інструментів.
Не бажаючи залишатись в рамках одного амплуа, Порядинський пропонує свої версії європейських хітів. В грудні 2017 року він записав кавер пісні “Luna”. Композиція, виконавцем якої є італійський оперний співак Алессандро Сафіна, здобула нове трактування — у стилі класичний кросовер, або operatic pop. Аранжування, зведення та мастеринг треку робили відомі електронники Вадим Поротков та Микита Богданов (Ost & Meyer Production). Успіх треку спонукав артиста до продовження експериментів із хітами світових тенорів: восени 2018 року вийшов кавер балади “L`amore si muove” з репертуару італійського оперного тріо Il Volo.

### Великий сольний концерт
Свій 20-річний ювілей в лютому 2018 року артист зустрів на сцені - першим сольним концертом із живим оркестром у столичному Freedom Hall. Масштабна програма включала авторські треки, кавери на світові хіти, неаполітанську та українську класику. Знайомі хіти отримали нову інтерпретацію в оркестровому звучанні. Глядачі почули одразу три прем'єри: композицію "Непокірна", кавер-версію світового хіта Алессандро Сафіна "Luna" і пісню на вірші В'ячеслава Веремія "Моя Україно".

### Непокірна
В березні 2018 вийшов дебютний кліп Порядинського на пісню Непокірна. Дія ролика відбувається в чернігівському оперному театрі. Головна героїня – балерина, яка, докладаючи зусиль, досягає успіху. Головну роль у кліпі виконала співачка, модель і актриса Аліна Коржова. Творець “Непокірної”, Андрій Француз, відтворив у пісні внутрішній світ 20-річного артиста: "Мені захотілося розкрити Олександра з нового боку – він більше не юнак, якого глядачі пам'ятають з часів талант-шоу. Саша – доросла і самодостатня людина, яка готова говорити про зрілі почуття і проживати в пісні життя". Робота над треком тривала близько двох тижнів. Запис пройшов лише за дві години.
Влітку того ж року Олександр презентував композицію «Поцілунок», написану у співпраці з лідером гурту “Мері” Віктором Винником та Євгеном Москаленком із рекордінгової компанії ФДР.  Кліп до "Поцілунку" знімався в Португалії, одночасно з відео іншої пісні 
«Я чекав», де у зйомках взяла участь актриса Джессіка Перейра.
Пісня “Така, як сонце”, з'явившись у квітні 2019, стала радіохітом. Другу хвилю популярності “Такій, як сонце” приніс літній радіоремікс від Julik. А в серпні того ж року вийшов кліп «Така, як Сонце»  (режисер - Влад Разіховський).
Наступна прем'єра Порядинського, «Для тебе», була видана восени 2019. Тут поєдналося сучасне звучання та класичний вокал. В роботі над музикою Олександру посприяв один із давніх співавторів, Євген Москаленко — він же виступив саундпродюсером пісні.

## "Хіт-конвеєр"
2018 року із піснею "Поцілунок" Олександр взяв участь у відборі до телепроєкту “Хіт-конвеєр” від Каналу української музики М2 - і потрапив до півфіналу цього всеукраїнського конкурсу. Рік по тому він знову пройшов до півфіналу “Хіт-конвеєра” - із піснею “Така, як Сонце”. Професійне журі відібрало 33 учасники з понад 200 заявок.

## Національний відбір на Євробачення 2020
У листопаді 2019 Порядинський почав підготовку до кастингу Нацвідбору на Євробачення. Було декілька варіантів конкурсної пісні: один — україномовний, з елементами англійської, а інший — повністю англомовний. Зрештою, для участі обрали англомовний, Savior (авторка — Яна Ковальова).
За словами Олександра, це не просто ліричний трек з насиченим саундом і сильною вокальною партією. Музикант звернувся до важливої теми — самотності в сучасному світі: “У житті кожного трапляються ситуації, з яких важко самому знайти вихід. Коли безнадія і відчай можуть позбавити сил і рішучості, коли нас розривають сумніви і протиріччя, коли зростає розчарування в людях. Саме в такі моменти і варто згадати: ви не самі в цьому світі”. Композиція «Savior» набрала в мережі майже 200 тисяч переглядів.
15 лютого Порядинський виступив із піснею "Savior" в другому півфіналі Національного відбору на Євробачення. Глядачі Нацвідбору оцінили його виступ у 6 балів, журі поставило 2. За підсумками суддівського та глядацького голосування Олександр посів 4 місце.

## Пісні
| Рік  | Пісня                 | Автор музики                                            | Автор слів                                              |
| ---- | --------------------- | ------------------------------------------------------- | ------------------------------------------------------- |
| 2016 | «Відчиняй»            | Олександр Порядинський                                  | Олександр Порядинський                                  |
| 2016 | «Люблю тебе»          | Олександр Порядинський                                  | Олександр Порядинський                                  |
| 2016 | «Такий, як є»         | Олександр Порядинський                                  | Олександр Порядинський                                  |
| 2017 | «Я чекав»             | Олександр Порядинський                                  | Олександр Порядинський                                  |
| 2017 | «Why is it so»        | Олександр Порядинський, Олег Полянський                 | Олександр Порядинський, Олег Полянський                 |
| 2018 | «Непокірна»           | Андрій Француз                                          | Андрій Француз                                          |
| 2018 | «Моя Україно»         | Олександр Порядинський                                  | В'ячеслав Веремій                                       |
| 2018 | «Поцілунок»           | Олександр Порядинський, Віктор Винник, Євген Москаленко | Олександр Порядинський, Віктор Винник, Євген Москаленко |
| 2018 | «Я завжди буду поруч» | Валерія Сєрова                                          | Сергій Єнанов                                           |
| 2018 | «Для тебе»            | Олександр Порядинський                                  | Олександр Порядинський                                  |
| 2019 | «Така, як Сонце»      | Олександр Порядинський, Віктор Винник, Євген Москаленко | Віктор Винник                                           |
| 2020 | «Savior»              | Яна Ковальова                                           | Яна Ковальова                                           |

## Кліпи
| Рік  | Кліп             | Режисер           |
| ---- | ---------------- | ----------------- |
| 2018 | «Непокірна»      | Олег Борщевський  |
| 2019 | «Я чекав»        | Влад Разіховський |
| 2019 | «Поцілунок»      | Влад Разіховський |
| 2019 | «Така, як Сонце» | Влад Разіховський |
| 2019 | «Для тебе»       | Влад Разіховський |
| 2020 | «Savior»         | Влад Разіховський |